# Симон Клейнсма
Симон Клеинсма(на английски: Simone Kleinsma е нидерландска певица, актриса и водеща.

## Биография
Симон Клеинсма е родена 8 май 1958 г. в Амстердам
На 5 юни 1990 г., Симон се жени за Гуус Верстрате , нидерландски телевизионен режисьор.

## Кариера
Клеинсма е универсален изпълнител. Като актриса, тя е известна с участието си в много комедийни сериали, мюзикъли и филми. Гласът на Симон участва и в множество големи анимационни филми включително Шрек 2 и Омагьосаният император.

### Подбрани театрални постановки и мюзикъли
- „Никой не знае, никой не знае, че името ми е Румпелщилцхен“ 1977 – 1978
- „Състезанието“ 1978 – 1979
- „Маскарад“ 1979 – 1980
- „Америка, Америка“ 1981 – 1992
- „Екватор“ 1983 – 1984
- „Обществен“ 1986 – 1987
- „Забавното момиче“ 1991 – 1992
- „Симон и Приятели“ 1992 – 1993
- „Чикаго мюзикъл“ 1999 – 2001
- „Мама Мия !“ 2003 – 2005
- „Сънсет Булевард“ 2008 – 2009
- „Близо до нормалното“ 2012
- „Мюзикъли в концерт“ 2015
- „Симон!“ 2016

### Подбрани телевизионни предавания и филми
- „Обзалагам се, че...“ 1986 – 1987
- „Деца за деца“ 1987
- „Дъщеря ми и аз“ 1994
- „Приятели за цял живот“ 1994
- „30 минути“[3] 1995
- Банчер тв сериал 2002
- „Омичам Нидерландия“ 2009
- „Викторината“ 2013
- „Страстта“[4] 2014
- „Синтерклаас новини“ 2015
- „Шантал продължава да спи“ 2015

### Кино
- „Полет на дъждовните птици“(на нидерландски: Een vlucht regenwulpen) 1981 Лаборантка
- „Влюбени в Ибиса“(на нидерландски: Verliefd op Ibiza)[5] 2013 Ирма
- „Тосканска Сватба“(на нидерландски: Toscaanse Bruiloft) 2014 Марла

### Албуми
- „С отверни очи“(на нидерландски: Met open ogen) 1995 г.
- „Сънсет Булевард“(на английски: Sunset Boulevard) 2010 г.
- „Симон – Песни от сърцето“ Simone –(на английски: Songs from the heart) 2010 г.
- „Симон – Песнопойка“(на английски: Simone – Songbook) 2010 г.